# Le spectacle va commencer
Pour plus de détails, voir Fiche technique et Distribution.
Le spectacle va commencer (Hare Do) est un cartoon Merrie Melodies réalisé par Friz Freleng et sorti en 1949 mettant en scène Bugs Bunny et Elmer Fudd.

## Synopsis
Elmer équipé d'un détecteur de lapin, tombe sur Bugs qui le fait tomber d'un précipice. Les deux personnages se poursuivent jusqu'à un opéra, où Bugs dérange le public en ayant le hoquet, puis en allant chercher une carotte avant de tomber sur Elmer qui se fait frapper par Bugs déguisé en vieille dame. Le chasseur se fait jeter dehors lorsqu'il se fait remarquer en voulant assommer Bugs.
Elmer revient à la charge, mais il se fait entarter par Bugs et jeter dehors à nouveau lorsque Bugs échange les panneaux des toilettes. Elmer se fait marcher dessus lorsque Bugs joue avec les panneaux lumineux avant de faire un numéro où Elmer est avalé par un lion.